# Télé-Liban
Télé-Liban est une chaîne de télévision généraliste publique libanaise. Cependant, Télé-Liban est considérée comme la descendante indirecte de Canal 7, chaîne privée créée le 28 mai 1959 par la Compagnie libanaise de télévision (CLT), souvent confondues ensemble par les médias et l'opinion publique. 
Cette entreprise créée en 1957 dans le but d'inaugurer les deux premières chaînes de télévision au Liban, mais aussi au Moyen-Orient, a finalement concrétisé son projet le 28 mai 1959 en créant Canal 7, chaîne arabophone, et Canal 9, chaîne francophone. C'est le 30 décembre 1977 que Télé Liban a été lancée après la décision du gouvernement libanais le 7 juillet 1977 d'intervenir pour créer une nouvelle entreprise sous le statut officiel S.A.L (Société Anonyme Libanaise) en fusionnant les deux entreprises privées de télévision existant à l'époque, la CLT et la STLMO (Société de Télévision du Liban et du Moyen-Orient). La création de Télé Liban S.A.L s'est réalisée le 9 mai 1978 et l'État libanais entre dans le capital de la nouvelle société à une hauteur de 51% pour détenir le monopole d'État, ce qui donnera naissance à la première chaîne de télévision publique au Liban. Cette action sera suivie de l'adoption d'une licence renouvelable de 25 ans de fonctionnement qui garantit également le monopole d'État jusqu'en 2012. Ce monopole finira par être rompu avec l'adoption en 1994 de la loi numéro 382, la Loi des Médias Audiovisuels, qui permettra à plusieurs entreprises audiovisuelles de créer et de diffuser légalement du contenu audiovisuel, ce qui n'était plus le cas entre 1985 et 1994 avec la création illégale de plus de 50 chaînes de télévision qui concurrençaient illégalement le monopole de l'État. La première chaîne à être créée en 1985 enfreignant au monopole est la LBC, devenant LBCI en 1992, puis légalisée avec la Loi des Médias Audiovisuels de 1994, est classée numéro 1 en termes d'audiences selon le classement Ipsos-Nielsen depuis le début des années 90. Effectivement, Télé Liban se classe deuxième du début des années 1990 jusqu'en 2001 avec la grosse concurrence de LBCI. Depuis 2001, son audience baissera fortement jusqu'à atteindre la 8e position en 2011 à cause des nombreux problèmes financiers qui affecteront fortement le financement de programmes, ce qui réduira sa grille de programmes en 2012 presque exclusivement à des rediffusions de vieilles émissions et d'archives. Néanmoins, l'accord signé entre la chaîne et le ministère français de la culture a permis le renouvellement de l'identité visuelle de la chaîne ainsi que celui de sa grille de programmes, et la rénovation de l'ensemble du siège social. Depuis, les pages publicitaires deviennent plus importantes, les programmes sont diversifiés entre séries, feuilletons, films, émissions culturelles, politiques et soirées divertissement. Ces programmes sont principalement arabophones, mais une part importante de programmes en français et anglais sont diffusés pendant la semaine. Toutefois, Télé Liban est réputée pour son archive de grande valeur témoignant de  « l'âge d'or » de la télévision libanaise.

## Histoire de la chaîne
Le 1er septembre 1954, deux hommes d’affaires libanais, Wissam Ezzeddine et Joe Arida ont l'idée de créer une chaîne de télévision qui se concrétise par la création, en 1957, de la Compagnie libanaise de Télévision-CLT.
La chaîne commence ses émissions le 28 mai 1959 sur deux canaux de la bande VHF : le canal 7 (dirigé par Adel El Assaad), diffusait des programmes en arabe et le canal 9 (dirigé par Jean-Claude Boulos), en français. Les locaux de la CLT étaient situés à Tallet El Khayat, à Beyrouth.
Le premier visage que les téléspectateurs voient sur le petit écran est celui de la speakerine en langue arabe, Najwa Kazoun. L'autre speakerine engagée au Canal 7 est May Abdel Sater. Pour le Canal 9, deux speakerines sont engagées : Andrée Hani et Leny Nofal. Hind Sayed présente le journal télévisé en langue arabe.
La première émission en direct est l'inauguration de l'Exposition de la Cité sportive.
Le 6 mai 1962 nait Télé Orient (Société de Télévision du Liban et du Moyen-Orient), la deuxième chaîne de télévision libanaise, communément appelée Canal 11. Les locaux de Télé Orient étaient situés à Hazmieh dans la banlieue Est de Beyrouth, bâtiment construit en 1961.
Le 21 octobre 1967, le Liban, grâce à la CLT, devenait le troisième pays au monde à émettre en couleurs SECAM.
Durant l'année 1974, le marché de la publicité ne permettait pas de nourrir deux sociétés. La détérioration des conditions économiques au Liban en raison de la guerre civile a joué son rôle également, entraînant une baisse de la qualité des programmes. Aussi, pour réduire les pertes, le 7 juillet 1977 le décret-loi numéro 100 est publié dans le Journal officiel permettant la constitution de Télé Liban, fusion des deux chaines privées CLT et Télé Orient. L'État libanais achète 51 % de la chaîne, lui donnant ainsi le droit exclusif d'exploiter les chaînes de télévision au Liban jusqu'en 2012. L'État souhaite aussi utiliser la nouvelle chaîne pour promouvoir la réconciliation nationale dans un pays en guerre civile.
La poursuite de la guerre (1975-1990) provoque progressivement la communautarisation du territoire libanais et va remettre en cause le monopole de Télé-Liban. La Lebanese Broadcasting Corporation (LBC), porte-parole de la milice chrétienne des Forces libanaises, diffuse à partir d'août 1985. Elle concurrence Télé-Liban en proposant des programmes plus modernes et d'autres qu'elle ne paye pas, comme les matches de la Coupe du monde de football de 1986. La LBC détient rapidement plus de 60 % du marché publicitaire télévisuel.
De plus, l'État néglige Télé-Liban qui est découpée entre les deux principales milices : TL1 diffuse à Beyrouth-Est, TL2 et TL3 (francophone) à Beyrouth-Ouest. Cette division pèse lourd sur le plan financier. En outre de nombreux employés sont recrutés dans les deux stations, mais ils sont souvent choisis par favoritisme et avec des conditions de licenciement difficiles. Tout ceci constitue un fardeau financier très lourd pour Télé-Liban. À la fin de la guerre, les deux stations (et leurs émetteurs) sont bombardées et plusieurs centrales d'émissions sont sabotées ou confisquées par des forces miliciennes.
En 1991, après le retour d'une certaine stabilité au Liban, Télé Liban et Le Neuf restent les seules stations légales du pays (alors qu'une quarantaine de chaînes diffusent déjà sur le territoire libanais). En 1994, le parlement vote une loi instituant un Conseil national de l'audiovisuel et autorise d'autres chaînes de télévision. Par contre, aucune loi n'est votée pour traiter des problèmes de fond de Télé Liban : son financement et ses objectifs.
Le 1er mars 2001, Télé Liban a suspendu ses émissions pour des raisons financières et a repris ses programmes politiques le 24 mai.

## Organisation

### Dirigeants
Présidents-directeurs généraux :
CLT - Compagnie libanaise de télévision
- Général Soleiman Nofal : 1957 - 1973

Télé Orient
- Lucien Dahdah : 1962-

Télé Liban
- Charles Rizk : 1978 - avril 1983
- Général Moussa Kanaan : avril 1983 - 1985
- Michel Samaha : 1985 - janvier 1986
- Raymond Gebara (interim) : 1986 - 1990
- Alfred Barakat: 1989 - octobre 1990 (à noter que le gouvernement Aoun désigna Barakat comme PDG tandis que le gouvernement Hoss nomma Georges Skaff, chacun d'eux opérant dans les régions contrôlées par chacun des deux protagonistes, et ce jusqu'à la chute de Aoun le 13 octobre 1990)
- Georges Skaff : 1989 - janvier 1993
- Fouad Naim : janvier 1993 - septembre 1996
- Jean-Claude Boulos : septembre 1996 - avril 1999
- Ibrahim El Khoury : avril 1999 - juillet 2013
- Talal Makdessi : depuis juillet 2013

Premier directeur des programmes arabes (Canal 7)
- Adel EL Assaad : 1959-1962

Premier directeur des programmes français (Canal 9)
- Jean-Claude Boulos : 1959-1970

### Capital
Télé-Liban appartient, depuis 1995 (lorsque le gouvernement rachète les actions du secteur privé – détenues depuis 1990 par le Premier ministre Rafiq Hariri, pour 12 millions de dollars), à 100 % à l'État libanais.

## Programmes
Les émissions de la chaîne les plus connues par le public libanais étaient les anciennes rediffusions de séries comiques et feuilletons libanais cultes qui ont marqué "l'époque d'or" de la télévision libanaise, tels que : Beyrouth fillayl (Beyrouth la nuit), Al moualima wal oustaz (l'institutrice et le professeur). La chaîne est aussi connue pour l'adaptation du célèbre télé-crochet musical libanais Studio Elfan (Studio de l'art) de 1972 à 1981, très connu au Moyen Orient. De nombreuses célébrités libanaises ont débuté leur carrière dans cette émission. Celle-ci est reconduite sur la chaîne LBC de 1988 à 2004, puis sur MTV Liban depuis 2009.
Après le lancement du nouvel habillage en 2013, le directeur des programmes de la chaîne a voulu rendre la liste des programmes plus diverse et plus axée sur la culture libanaise et mondiale. Depuis, le lancement de ce nouvel habillage a bouleversé l'ancienne idée de la vieille chaîne publique et a rajeuni l'univers de celle-ci.
Le mercredi 3 avril 2019, le ministre libanais de l'information a annoncé, pour la première fois dans l'histoire de la chaîne, l'ouverture de l'antenne 24 heures sur 24 aux programmes.
Depuis plus de vingt ans[Quand ?], l'ouverture de l'antenne se faisait à 6 h 45 (certains temps l'ouverture s'effectue un peu plus tard) et la fermeture était prévue à 0 h 45 (heure de Beyrouth). Lors de la diffusion des Jeux olympiques de Rio 2016, l'heure de fermeture était prolongée jusqu'à 1 h 40 et même jusqu'à 2 h 20 en raison de la forte audience recensée.
Voici la liste des programmes diffusés depuis 2013 :

### Émissions de variétés
Voici la liste incomplète des émissions diffusées actuellement :
- Mounawaat fayrouzia (Variétés de Fairouz)
- Sabah loubnan (Matin du Liban), devenu Ahla Sabah (Meilleur Matin) : émission matinale.
- Comicature
- 5 de pic : émission en français.
- C Claire
- Fashion Diva (La Diva de la mode)
- Startup 331
- Machakel wa houloul (Problèmes et solutions)
- Massa al nour (Bonne soirée)
- Meraya al chamal (Les miroirs du Nord)
- Chereena (Notre rue)
- Lachou al kanoun (À quoi sert la loi ?)
- Makoul al hana (Le mangé du contentement)
- Zajal.
- Wajhan li wajeh (Face à face) : émission politique.

En 2016, la société IPSOS Liban a annoncé que les émissions politiques de Télé-Liban étaient classées deuxième devant ceux de la LBCI.

### Jeux télévisés
- Al tahaddi al kabir (Le grand défit) : jeu télévisé où deux équipes issues de grands collèges se confrontent en répondant sur une série de questions de culture générale.
- Ya nassib (Oh, la chance) : dérivé du Loto national dont le tirage est diffusé sur la chaîne. Cette diffusion a contribué à l'élevation du nombre de tireurs dans les années 1970.

### Programmes culturels
- TL Sports : actualités sportives mondiales.
- TL Documentaire : documentaire diffusé chaque semaine.
- Mourakiboun (les observateurs) : extrait de l'émission les observateurs adaptée par France 24, converti en magazine culturel sur Télé-Liban doublé en arabe, d'une durée de 4 à 5 minutes.
- Mechwar bi loubnan (Promenade au Liban) : émission culturelle.
- Startup 331 : émission culturelle.

### Information télévisée
- Édition du matin : diffusée avant 7:20 (heure de Beyrouth).
- Édition du midi : diffusée après 14:00.
- Édition du soir : diffusée à 19:20.
- Euronews : diffusion en direct de 8:00 à 8:30 du programme de la chaîne Euronews (version anglophone) et doublée en arabe qui vient compléter les trois journaux télévisés d'actualité européenne et internationale. Cependant depuis 2017, cette édition est diffusée sans doublage en arabe.

### Séries, films et feuilletons
Depuis 2013, la chaîne diffuse des séries libanaises après l'édition de 19:20 ainsi que des séries égyptiennes et syriennes avant celle-ci. Les téléspectateurs peuvent désormais profiter des anciennes rediffusions de séries libanaises cultes de 23 h jusqu'à la fermeture de l'antenne. Cette nouvelle organisation des programmes a régénéré l'ambiance de la chaîne qui était à tel point encombrée par les anciennes rediffusions diffusées pendant plusieurs moment de l'après midi.
La chaîne diffuse de temps en temps des films français, et chaque semaine un ou plusieurs films américains sous titrés en arabe.

### Émission jeunesse
- Tele kidz (Télé kids) : émission jeunesse proposée depuis 2014. Elle est présentée par l'une des célèbres animatrices de l'émission kazadoo adaptée sur la chaîne OTV qu'elle a quitté pour se consacrer à la présentation de Tele kidz sur Télé-Liban. L'émission propose des activités d'apprentissage, de différents talents (chant, danse, ...), de sports, d'éducation et organise des fêtes d'anniversaires pour les enfants qui le désirent. Elle adopte le même concept que celui de sa grande rivale. La chaîne diffuse l'émission depuis sa première saison le dimanche à 17 h 30.

## Diffusion

### Ondes hertziennes
La chaîne est depuis sa création distribuée sur les ondes hertziennes et peut être reçue par l'intermédiaire d'une antenne parabolique.

### Câble
Depuis la croissance des réseaux câblés libanais au début des années 1990, la chaîne est distribuée par les sociétés de distribution par câble sur l'ensemble du territoire libanais.

### Satellite
En 2014, l'offre satellite est proposée par Arabsat pour le Moyen-Orient. La chaîne peut être reçue sur la majorité des continents par l'intermédiaire d'un opérateur ou décodeur selon le pays. Ces offres sont conçues essentiellement pour que la diaspora libanaise puisse regarder la chaîne du service public libanais.

### Web
En 2015, Télé-Liban s'est associée à l'application et au site Glarab, pour assurer la diffusion en direct sur internet. Ainsi, la diffusion est facilitée sur tous les territoires mondiaux. Toutefois, et depuis 2019, la chaîne est diffusée en direct sur son site web en clair.

## Site Web et application
Depuis le renouvellement de l'habillage de la chaîne en 2013, un nouveau site internet entièrement revu et redynamisé remplace l'ancien site.
Au début du mois de janvier 2016, une application d'information en continu est introduite sur les smartphones et tablettes. La rédaction de l'information y publie tout au long des 24h des nouvelles nationales et internationales annoncées par des notifications, ainsi que des articles.